# دهان‌دومیان
در طبقه‌بندی زیست‌شناسی، دهان‌دوّمیان (Deuterostomia) یکی از بالاشاخه‌های جانوری هستند. دهان‌دومیان نام مشترک شماری از شاخه‌های جانوران است که مخرج آنها از اولین منفذ جنینی و دهانشان از دومین منفذ جنینی به وجود می‌آید.
اگر در جنین جانور، نخستین روزنی (بلاستوفور) که باز می‌شود تبدیل به مقعد شود این‌گونه جانور دهان‌دومی نامیده می‌شود و اگر روزن اول در جانور تبدیل به دهان شود آن را نخست‌دهانی می‌نامند.
در بالاشاخهٔ دوم‌دهانیان، چهار شاخه از جانوران زنده وجود دارد:
- پهن‌کرم‌های بیگانه (Xenoturbellida) (۲ گونه)
- خارپوستان (۲۰ هزار گونه)
- نیم‌طنابداران (۷۱ گونه)
- طنابداران (بیش از ۶۳ هزار گونه)